# Laura Bianchini
Laura Bianchini (Castenedolo, 23 agosto 1903 – Roma, 27 settembre 1983) è stata una politica e partigiana italiana, ricordata per essere stata una delle 21 donne elette all'Assemblea costituente italiana.

## Biografia
Figlia di Domenico e Caterina Ariccia, Laura nasce in una famiglia modesta. Si laurea, con molti sacrifici, in Filosofia e Pedagogia presso l'Università Cattolica del Sacro Cuore di Milano. Insegnante e giornalista pubblicista, inizia la sua carriera di docente prima presso la scuola magistrale di Brescia, e successivamente presso il Liceo Arnaldo, lo storico liceo classico della città. Partigiana delle formazioni bianche (cattoliche) dopo l'8 settembre 1943, si occupò in quel periodo di coordinare la stampa clandestina de Il Ribelle.
Venne eletta deputata all'Assemblea costituente nel 1946 per la Democrazia Cristiana, nelle file dei cristiano sociali di Giuseppe Dossetti.
Nel 1948 fu eletta nel collegio di Brescia, sempre per la DC, deputato alla Camera. Fece parte della Commissione Istruzione e Belle arti